# Bataille de Pavie (1525)
Pour les articles homonymes, voir Bataille de Pavie.
Sixième guerre d'Italie
La quatrième bataille de Pavie qui se déroule le 24 février 1525 devant Pavie en Lombardie, oppose les troupes de Charles Quint à celles de François Ier. L'armée de Charles Quint remporte la bataille et François Ier est capturé et fait prisonnier. Cet événement décisif de la sixième guerre d'Italie (1521-1526) marque la défaite des rois de France dans leur tentative de domination du Nord de l’Italie.

## Situation

La péninsule avant le début des guerres d'Italie.

À la suite de l'échec des troupes impériales de Charles Quint en Provence en 1523, le roi de France, François Ier, suit les conseils de l'amiral Guillaume de Bonnivet qui veut reprendre le Milanais alors même que la France est isolée diplomatiquement. À l'inverse, ses conseillers, experts en stratégie militaire, comme La Trémoille et le maréchal de La Palice, conseillent au roi d'attendre avant de se lancer dans la conquête du duché de Milan.
Fin octobre 1524, Milan tombe aux mains des Français qui décident alors de poursuivre sur Pavie, l'ancienne capitale de Lombardie, dont le siège commence le 27 octobre 1524. Pendant le siège, les hommes du roi de France occupent et pillent les nombreux monastères et villages situés hors des murs de Pavie. Fin janvier 1525, des renforts impériaux commandés par un noble de Bruxelles, Charles de Lannoy, premier conseiller de Charles Quint, se présentent devant Pavie et chaque camp se retranche pendant près de trois semaines.

## Forces en présence
À l'image du chef de l'armée impériale, le Français Charles III de Bourbon, ancien connétable de France passé au service de Charles Quint, les armées n'ont pas d'unités nationales : on parle français, espagnol, allemand et italien dans les deux camps. Il n'y a pas d'uniformes et l'historien Jean-Marie Le Gall parle d'« armées composites » et de « mosaïques ethniques ». François Ier peut compter sur sa cavalerie lourde, des chevaliers français accompagnés chacun de plusieurs archers montés. Son infanterie est majoritairement composée de mercenaires : principalement des piquiers suisses, mais aussi des lansquenets allemands et flamands des « bandes noires ».
L'armée impériale s'appuie essentiellement sur son infanterie composée d'Espagnols et de lansquenets allemands.
Les opposants ont recruté parmi les Italiens : des chevau-légers et des fantassins de toutes sortes, les arquebusiers étant réputés.
Les effectifs des deux armées sont difficiles à chiffrer, surtout parce que les sources contemporaines divergent. Au début de la campagne, le rapport de forces est favorable aux Français ; cela devient plus confus cinq mois plus tard.
Selon l'ambassadeur de Charles Quint à Gênes, Lope de Soria, les troupes royales ont été affaiblies par l'occupation de l'Italie : les escarmouches ont décimé ses rangs et bon nombre de soldats ont été dispersés pour tenir les villes et les points stratégiques. L'hiver a encouragé les désertions. Comme leur engagement de trois mois est arrivé à son terme, plusieurs milliers de Suisses et de Grisons sont rentrés chez eux le 20 février.

## Déroulement
Dans la nuit du 23 au 24 février, les Impériaux ouvrent une brèche dans l'enceinte française et surprennent les assiégeants. Ils sont dirigés par Charles de Lannoy, Antonio de Leiva et, dans une moindre mesure, par l'ancien connétable Charles de Bourbon. Ce dernier s'était illustré aux côtés de François Ier lors de la bataille de Marignan en 1515, mais sa disgrâce, arrangée par Guillaume Gouffier seigneur de Bonnivet, l'avait fait changer de camp. 
Sous le commandement du maître de l'artillerie Galiot de Genouillac, les canons français ouvrirent le feu avec une grande efficacité contre les carrés des piquiers lansquenets qui subirent de lourdes pertes ; les sources rapportent des détails macabres sur l'effet mortel des tirs d'artillerie sur les rangs denses des mercenaires. Tandis que le bombardement s'abattait sur l'infanterie allemande, la forçant à se réfugier dans la dépression formée par le lit de la rivière Vernavola, empêchant toute avancée, la cavalerie légère française parvint à mettre hors de combat l'artillerie espagnole qui était encore en ligne. François Ier commit alors l'erreur de disperser ses forces. Pendant que les troupes impériales étaient dispersées par l'artillerie de Galiot de Genouillac dans le parc de Mirabello, le roi décide d'aller « chercher l'ennemi ». Mais voulant charger avec sa cavalerie, il empêche la continuation du feu des canons.
À l'aube, malgré l'épais brouillard, il lance sa cavalerie lourde contre la cavalerie impériale positionnée à gauche de la formation. François Ier croyait probablement que l'infanterie ennemie, désormais désorganisée par son artillerie, serait bientôt balayée par ses mercenaires suisses et allemands, qui entre-temps avaient également repoussé une attaque de la cavalerie légère espagnole et voulaient donc maintenant, comme à Marignan, s'assurer le crédit principal de la victoire. Le roi de France, selon des schémas purement médiévaux, se plaçait devant ses chevaliers et tentait de gagner la bataille avec honneur et gloire.
En réalité François Ier lui-même avec toute la cavalerie lourde passa devant son artillerie, l'empêchant ainsi d'ouvrir le feu sur les formations impériales. La cavalerie française tomba contre l'avant-garde de la cavalerie impériale, qui fut battue et dispersée. Désormais certain de la victoire, le roi de France ordonna à ses chevaliers de s'arrêter et de reprendre leur souffle et, apparemment, se tournant vers Thomas de Foix-Lescun, qui chevauchait à ses côtés, déclara qu'il était désormais le « seigneur de Milan », mais, malgré ce premier succès, il s'expose à la contre-attaque ennemie.
La situation impériale était alors assez critique : leur front était immobilisé par la nombreuse artillerie française et par l'infanterie suisse et allemande du roi de France et menacé sur le flanc par la cavalerie ennemie, qui pouvait être renforcée par la réserve de 400 hommes, cavalerie lourde sous le commandement de Charles IV d'Alençon qui n'avait pas encore participé aux combats. 
Fernando de Avalos, constatant que la cavalerie française s'était avancée très en avant et avait perdu tout contact avec son infanterie, déplaça 1 500 arquebusiers espagnols qui se rangèrent à l'abri d'une forêt le long de la rive gauche de la Vernavola et ouvrirent le feu sur le flanc droit de la cavalerie lourde française, avec des effets dévastateurs. Les chevaliers français subirent des pertes très élevées ; les survivants furent attaqués par la cavalerie légère impériale alors que l'infanterie se rapprochait pour achever la victoire. La fuite des Suisses et celle du duc d'Alençon contribuèrent au désastre. Tandis que ses meilleurs capitaines sont tués (La Trémoille, La Palice, Bonnivet), le roi, blessé, est fait prisonnier par Lannoy et emmené à Madrid.
Face au danger, le même Bonnivet s'indignait à l'idée d'une retraite, proposée par les généraux les plus expérimentés ; il voulait épargner au roi la honte d'une fuite. Il fit dans le conseil une harangue que Brantôme a consignée et emporta la décision du roi. Constatant ensuite les déplorables effets de son conseil et l'inutilité de ses efforts pour arracher son maître aux périls environnants, Bonnivet se précipita au milieu des bataillons ennemis et fut tué. Charles de Bourbon, voyant les restes sanglants de son adversaire, se serait écrié, en détournant les yeux : « Ah ! Malheureux ! Tu es cause de la perte de la France et de moi-même ! ».

## Conséquences de la défaite française

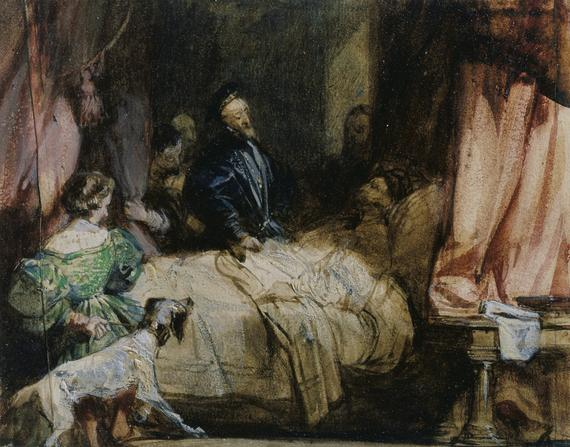
Charles Quint visitant François Ier, par Richard Parkes Bonington.

La déroute est totale. Les Français perdent environ 10 000 hommes (dont 5 000 sont des mercenaires suisses). Une grande partie des cadres de l'armée, dont les maréchaux Jacques II de Chabannes de La Palice et Thomas de Foix, l'amiral Guillaume Gouffier de Bonnivet, le grand-écuyer Galeazzo Sanseverino, le grand-maître René de Savoie sont tués dans la bataille, ainsi que Louis II de La Trémoille, François de Lorraine et Richard de la Pole. Clément Marot y aurait été blessé au bras[réf. nécessaire].
Plusieurs soldats sont crédités de la capture de François Ier, en particulier le gentilhomme basque Juan de Urbieta auquel le roi se fait connaître, le français De la Mothe qui est proche du connétable de Bourbon, le vice-roi de Naples Charles de Lannoy. Mais également le comtois Jean d'Andelot, premier écuyer de Charles Quint, qui sera blessé à la joue par le roi de France au cours de l’événement. Un chevalier italien, César Hercolani, de la ville de Forlì, sera surnommé le vainqueur de Pavie. François Ier est le troisième souverain français à être capturé sur un champ de bataille.
Le prisonnier royal est embarqué à Villefranche, près de Nice, pour l'Espagne, où il est détenu par Charles Quint pendant un an en attendant le versement d'une rançon par la France et la signature d'un traité (traité de Madrid, 14 janvier 1526) l'engageant à céder ou restituer le duché de Bourgogne et le comté de Charolais, à abandonner la revendication de l'Artois et de la Flandre, enfin à renoncer à ses prétentions sur la péninsule italienne. Libéré, il laisse son épée à Charles Quint, mais ses deux fils ainés âgés de 7 et 6 ans restent détenus en Espagne. Ils sont relâchés en 1530 contre le versement de la rançon.
François Ier reste « obnubilé par le Milanais », pour lequel il entre encore deux fois en guerre.

## Mot de la fin
Le billet du roi, transmis au lendemain de la terrible défaite, à sa mère, la duchesse d'Angoulême, devenue régente du royaume, a été réduit pour la postérité à quelques mots bien frappés mais ne correspondant pas à la réalité :

« Tout est perdu, fors l'honneur. »

Le véritable texte du billet était le suivant :

« Madame, pour vous faire savoir comment se porte le reste de mon infortune, de toutes choses ne m'est demeuré que l'honneur et la vie qui est sauve. »

## Représentation dans l'art
Une version romancée de la bataille de Pavie est présentée dans le livre 1523-1526 : Le cataclysme par le Chroniqueur de la Tour.
Jean Giono a également raconté cet épisode dans son livre Le désastre de Pavie, 24 février 1525.

### Sources primaires
- Brantôme, Vie des hommes illustres et grands capitaines français, J. Sambix le jeune, 1583 (réimpr. 1699 en 6 vol., 1722 en 4 vol.).

#### Bases de données et dictionnaires
- Notices dans des dictionnaires ou encyclopédies généralistes :   - Britannica
  - Dictionnaire historique de la Suisse
  - Gran Enciclopèdia Catalana
  - Universalis
- Notices d'autorité :   - BnF (données)
  - IdRef
  - LCCN
  - Espagne
  - Israël
  - Tchéquie